# Catherine O'Hara
Catherine Anne O'Hara (Toronto, 4 marzo 1954) è un'attrice e doppiatrice canadese naturalizzata statunitense.
È nota in particolare per aver interpretato il personaggio di Delia Deetz nel film Beetlejuice - Spiritello porcello (Beetlejuice, 1988) e nel suo sequel Beetlejuice Beetlejuice (2024), entrambi diretti da Tim Burton. Dal 2015 al 2020 ha interpretato il personaggio di Moira Rose nella serie televisiva Schitt's Creek che le è valso un Premio Emmy in qualità di miglior attrice protagonista in una serie commedia nel 2020 e un Golden Globe in qualità di miglior attrice in una serie commedia o musicale nel 2021.

## Biografia
Ottiene la fama nel 1988 recitando nel film diretto da Tim Burton, Beetlejuice - Spiritello porcello (Beetlejuice), in cui interpreta il ruolo di Delia Deetz, artista astratta che divide con il marito Charles (Jeffrey Jones) e la figlia Lydia (Winona Ryder), la casa in cui soggiornano gli spiriti di Adam e Barbara Maitland (Alec Baldwin e Geena Davis) e in cui si manifesta lo spettro di Beetlejuice (Michael Keaton).
Successivamente recita per Chris Columbus nelle vesti della madre di Kevin McCallister (Macaulay Culkin) nei film Mamma, ho perso l'aereo (Home Alone, 1990) e Mamma, ho riperso l'aereo: mi sono smarrito a New York (Home Alone 2: Lost in New York, 1992), ambedue grandi successi dei primi anni novanta. Nel 2006 ha riceve il National Board of Review Award alla miglior attrice non protagonista per la sua interpretazione in For Your Consideration.
Dal 2015 al 2020 interpreta Moira Rose nella serie televisiva Schitt's Creek, che le vale quattro Canadian Screen Awards e il Premio Emmy alla migliore attrice protagonista in una serie commedia nel 2020, dopo essere stata candidata nella medesima categoria nel 2019. Si è inoltre aggiudicata il Golden Globe per la miglior attrice in una serie commedia o musicale e il Critics' Choice Television Award nel 2021.

## Vita privata

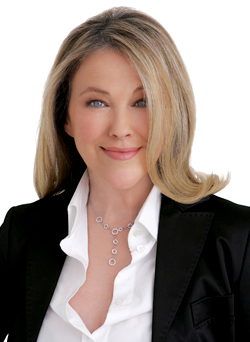
Catherine O'Hara nel 2006

O'Hara è sposata dal 1992 con lo scenografo Bo Welch, conosciuto sul set di Beetlejuice; la coppia ha due figli.

## Filmografia

### Attrice

#### Cinema
- Niente di personale (Nothing Personal), regia di George Bloomfield (1980)
- Doppio negativo (Double Negative), regia di George Bloomfield (1980)
- Fuori orario (After Hours), regia di Martin Scorsese (1985)
- Heartburn - Affari di cuore (Heartburn), regia di Mike Nichols (1986)
- Beetlejuice - Spiritello porcello (Beetlejuice), regia di Tim Burton (1988)
- Dick Tracy, regia di Warren Beatty (1990)
- Il matrimonio di Betsy (Betsy's Wedding), regia di Alan Alda (1990)
- Mamma, ho perso l'aereo (Home Alone), regia di Chris Columbus (1990)
- Little Vegas, regia di Perry Lang (1990)
- Caccia al tesoro (There Goes the Neighborhood), regia di Bill Phillips (1992)
- Mamma, ho riperso l'aereo: mi sono smarrito a New York (Home Alone 2: Lost in New York), regia di Chris Columbus (1992)
- Cronisti d'assalto (The Paper), regia di Ron Howard (1994)
- Wyatt Earp, regia di Lawrence Kasdan (1994)
- Uno strano scherzo del destino (A Simple Twist of Fate), regia di Gillies MacKinnon (1994)
- Pecos Bill - Una leggenda per amico (Tall Tale), regia di Jeremiah S. Chechik (1995)
- Sognando Broadway (Waiting for Guffman), regia di Christopher Guest (1996)
- L'ultimo dei grandi re (The Last of the High Kings), regia di David Keating (1996)
- Fast Food, regia di Dean Parisot (1998)
- The Life Before This, regia di Jerry Ciccoritti (1999)
- Campioni di razza (Best in Show), regia di Christopher Guest (2000)
- Speaking of Sex, regia di John McNaughton (2001)
- Orange County, regia di Jake Kasdan (2002)
- A Mighty Wind - Amici per la musica (A Mighty Wind), regia di Christopher Guest (2003)
- Natale in affitto (Surviving Christmas), regia di Mike Mitchell (2004)
- Lemony Snicket - Una serie di sfortunati eventi (Lemony Snicket's A Series of Unfortunate Events), regia di Brad Silberling (2004)
- Game 6, regia di Michael Hoffman (2005)
- Penelope, regia di Mark Palansky (2006)
- For Your Consideration, regia di Christopher Guest (2006)
- American Life (Away We Go), regia di Sam Mendes, (2009)
- Killers, regia di Robert Luketic (2010)
- A.C.O.D. - Adulti complessati originati da divorzio (A.C.O.D.), regia di Stu Zicherman (2013)
- L'errore perfetto (The Right Kind of Wrong), regia di Jeremiah S. Chechik (2013)
- Dear Class of 2020, regia di James B. Merryman e Cole Sax - direct-to-video (2020)
- Pain Hustlers - Il business del dolore (Pain Hustlers), regia di David Yates (2023)
- Argylle - La super spia (Argylle), regia di Matthew Vaughn (2024)
- Beetlejuice Beetlejuice, regia di Tim Burton (2024)

#### Televisione
- The Wayne & Shuster Show – serie TV, 1 episodio (1975)
- The Wayne & Shuster Comedy Special – serie TV, episodio 9x02 (1975)
- Coming Up Rosie – serie TV, episodi sconosciuti (1976-1977)
- Tim Romshots, regia di George Bloomfield – film TV (1976)
- Second City TV – serie TV, 50 episodi (1976-1979)
- Fit to Print, regia di Norman Campbell – film TV (1977)
- The Wayne & Shuster Superspecial – serie TV, episodio 2x02 (1978)
- From Cleveland, regia di Bob Bowker – film TV (1980)
- You've Come a Long Way, Katie, regia di Vic Sarin – miniserie TV, episodi 1x01-1x02-1x03 (1980)
- SCTV Network 90 – serie TV, 28 episodi (1981-1983)
- The New Show – serie TV, 4 episodi (1984)
- SCTV Channel – serie TV, 5 episodi (1983-1984)
- The Last Polka, regia di John Blanchard – film TV (1985)
- George Burns Comedy Week – serie TV, episodio 1x01 (1985)
- Dave Thomas: The Incredible Time Travels of Henry Osgood, regia di Dave Thomas – film TV (1986) - Marie Antoinette
- I'll Die Loving, episodio di Really Weird Tales, regia di John Blanchard, Paul Lynch e Don McBrearty – film TV (1987)
- Trying Times – serie TV, episodio 1x03 (1987)
- I, Martin Short, Goes Hollywood, regia di Eugene Levy – film TV (1989)
- The Dave Thomas Comedy Show – serie TV, episodio 1x05 (1990)
- Dream On – serie TV, episodio 1x12 (1990)
- Morton & Hayes – serie TV, episodio 1x01 (1991)
- The Larry Sanders Show – serie TV, episodio 1x09 (1992)
- The Hidden Room – serie TV, episodio 2x12 (1993)
- I racconti della cripta (Tales from the Crypt) – serie TV, episodio 6x01 (1994)
- Oltre i limiti (The Outer Limits) – serie TV, episodio 3x15 (1997)
- Hope, regia di Goldie Hawn – film TV (1997)
- Oh Baby – serie TV, episodio 1x20 (1999)
- Late Last Night, regia di Steven Brill – film TV (1999)
- MADtv – serie TV, episodio 5x24 (2000)
- Bram and Alice – serie TV, episodio 1x01 (2002)
- The Rutles 2: Can't Buy Me Lunch, regia di Eric Idle – film TV (2003)
- The Wool Cap - Il berretto di lana (The Wool Cap), regia di Steven Schachter – film TV (2004)
- Six Feet Under – serie TV, 4 episodi (2003-2005)
- Good Behavior, regia di Charles McDougall – film TV (2008)
- Curb Your Enthusiasm – serie TV, episodio 7x01 (2009)
- Temple Grandin - Una donna straordinaria (Temple Grandin), regia di Mick Jackshon – film TV (2010)
- Leslie, regia di Mitch Albom – miniserie TV, episodi 1x01-1x02 (2012)
- 30 Rock – serie TV, episodio 7x02 (2012)
- The Greatest Event in Television History – serie TV, episodio 1x03 (2013)
- To My Future Assistant, regia di Peyton Reed – film TV (2013)
- What Lives Inside, regia di Robert Stromberg – miniserie TV, 4 episodi (2015)
- Modern Family – serie TV, episodio 7x08 (2015)
- Schitt's Creek – serie TV, 80 episodi (2015-2020)
- Una serie di sfortunati eventi (A Series of Unfortunate Events) – serie TV, 4 episodi (2017-2018)
- The Kids in the Hall – serie TV, episodio 1x02 (2022)
- The Studio – serie TV (2025)
- The Last of Us – serie TV, episodi 2x01-2x03-2x06 (2025)

### Doppiatrice

#### Cinema
- Rock & Rule, regia di Clive A. Smith (1983)
- Rabbit Ears: Finn McCoul, regia di Craig Rogers - direct-to-video (1991) - Narratrice
- Nightmare Before Christmas (Tim Burton's The Nightmare Before Christmas), regia di Henry Selick (1993)
- Pippi Calzelunghe (Pippi Longstocking), regia di Michael Schaack e Clive A. Smith (1997)
- Bartok il magnifico (Bartok the Magnificent), regia di Don Bluth e Gary Goldman (1999)
- Edwurd Fudwupper Fibbed Big, regia di Berkeley Breathed – cortometraggio (2000)
- Koda, fratello orso (Brother Bear), regia di Aaron Blaise e Robert Walker (2003)
- Chicken Little - Amici per le penne (Chicken litte), regia di Mark DiNdaL (2005)
- La gang del bosco, regia di Tim Johnson e Karey Kirkpatrik (2006)
- Monster House, regia di Gil Kenan (2006)
- Koda, fratello orso 2 (Brother Bear 2), regia di Ben Gluck (2006)
- Barbie in le 12 principesse danzanti (Barbie in the 12 Dancing Princesses), regia di Greg Richardson - direct-to-video (2006)
- Nel paese delle creature selvagge (Where the Wild Things Are), regia di Spike Jonze (2009)
- Un mostro a Parigi (Un monstre à Paris), regia di Bibo Bergeron (2011)
- Frankenweenie, regia di Tim Burton (2012)
- Quando c'era Marnie (Omoide no Marnie), regia di Hiromasa Yonebayashi (2014)
- La famiglia Addams (The Addams Family), regia di Greg Tiernan e Conrad Vernon (2019)
- Estinti... o quasi (Extinct), regia di David Silverman e Raymond S. Persi (2021)
- Back Home Again, regia di Michael Mankowski – cortometraggio (2021)
- Elemental, regia di Peter Sohn (2023)
- Il robot selvaggio (The Wild Robot), regia di Chris Sanders (2024)

#### Televisione
- Withc's Night Out, regia di John Leach – film TV (1978)
- Intergalactic Thanksgiving or Please Don't Eat the Planet, regia di Clive A. Smith – film TV (1979)
- Easter Fever, regia di John Celestri, Greg Duffell e Ken Stephenson – film TV (1980)
- The Completely Mental Misadventures of Ed Grimley - serie animata, 13 episodi (1988)
- Committed - serie animata, 12 episodi (2001)
- Dr. Katz, Professional Therapist - serie animata, episodio 6x16 (2002)
- Odd Jobb Jack - serie animata, episodio 1x09 (2003)
- Glenn Martin - Dentista da strapazzo (Glenn Martin DDS) - serie animata, 39 episodi (2009-2011)
- Sofia la principessa (Sofia the First) - serie animata, episodio 3x15 (2016)
- Harvey Beaks - serie animata, episodio 2x03 (2016)
- Skylanders Academy - serie animata, 26 episodi (2016-2018)
- The Magic School Bus Rides Again - serie animata, episodi 2x09-2x11 (2018)
- Gli ultimi ragazzi sulla Terra (The Last Kids on Earth) - serie animata, 12 episodi (2020-2021)
- Central Park - serie animata, episodio 2x11 (2022)
- Fraggle Rock: ritorno alla grotta (Fraggle Rock: Back to the Rock) - serie animata, episodi 2x01 (2023)

### Produttrice
- Schitt's Creek – serie TV, 67 episodi (2016-2020)

### Regista
- Dream On – serie TV, episodio 2x03 (1991)
- Oltre i limiti (The Outer Limits) – serie TV, episodio 4x09 (1998)

### Sceneggiatrice
- Second City TV – serie TV, 51 episodi (1976-1979)
- The Steve Allen Comedy Hour – serie TV, episodio 1x01 (1980)
- From Cleveland, regia di Bob Bowker – film TV (1980)
- SCTV Network 90 – serie TV, 28 episodi (1981-1982)
- SCTV Channel – serie TV, episodi 1x03-1x04-1x11 (1983-1984)
- I'll Die Lovine, episodio di Really Weird Tales, regia di John Blanchard, Paul Lynch e Don McBrearty – film TV (1987)
- The Best of SCTV, regia di Jim Blake e Paul Flaherty - speciale TV (1988)
- Andrea Martin... Together Again, regia di David Acomba - speciale TV (1989)

## Programmi televisivi
- The 76th Annual Academy Awards - speciale TV (2004)

## Discografia parziale

### Audiolibri
- 1991 - Finn McCoul (con The Boys Of The Lough)
- 1991 - Koi And The Kola Nuts (con Whoopi Goldberg e Herbie Hancock)
- 1991 - The Bremen Town Musicians (con Bob Hoskins, Eugene Friesen e Brian Gleeson)

### Collaborazioni e partecipazioni
- 1986 - AA.VV. The Best Of Comic Relief, con il brano The Interview
- 1986 - The Wankers Wanker's Guide To Canada, con i brani Oral French, If You Know What We Mean e Zombie Zucchinis from Outer Space
- 1993 - Danny Elfman Tim Burton's The Nightmare Before Christmas (Original Motion Picture Soundtrack), con i brani Kidnap The Sandy Claws, Sally's Song e Finale/Reprise
- 2000 - The Second City Classic Moments from the Second City Stage, con i brani Canadian Play e SCTV Montage

## Riconoscimenti
- Golden Globe

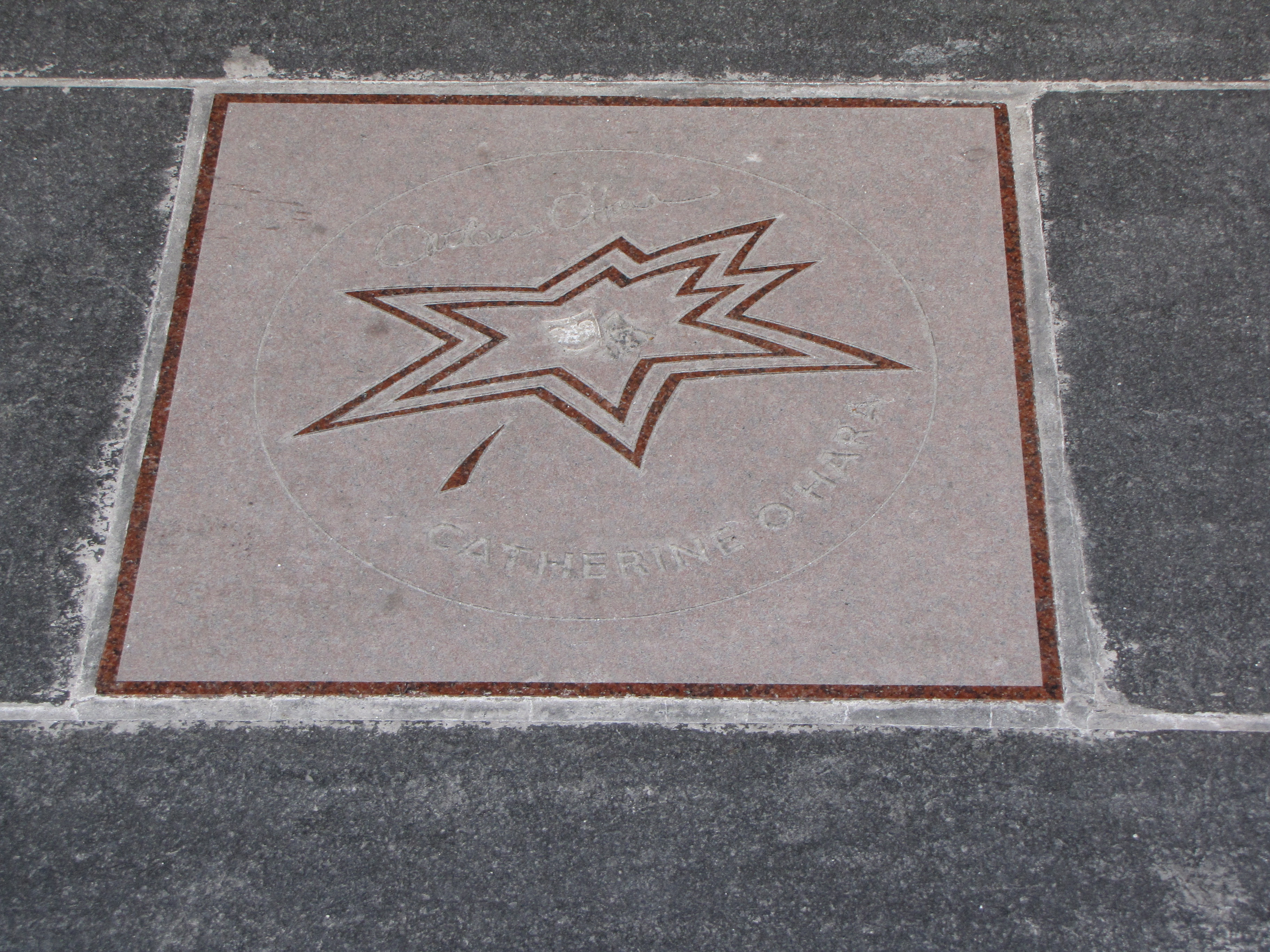
Stella sulla Canada's Walk of Fame intestata a Catherine O'Hara

  - 2021 – Migliore attrice in una serie commedia o musicale per Schitt's Creek[1]
- Alliance of Women Film Journalists
  - 2006 – Candidatura per la miglior attrice in una commedia per For Your Consideration
- Annie Award
  - 2012 – Candidatura per il miglior doppiaggio in un film d'animazione per Frankenweenie
- Canadian Comedy Award
  - 2001 – Miglior attrice per Campioni di razza
- Critics' Choice Award
  - 2007 – Candidatura per la miglior attrice non protagonista per For Your Consideration
  - 2020 – Candidatura alla miglior attrice in una serie commedia per Schitt's Creek
  - 2021 – Miglior attrice in una serie commedia per Schitt's Creek
- Florida Film Critics Circle
  - 2004 – Miglior cast per A Mighty Wind – Amici per la musica
- Genie Award
  - 2000 – Miglior attrice non protagonista per The Life Before This
- Gotham Independent Film Award
  - 2006 – Candidatura per il miglior cast per For Your Consideration
- Independent Spirit Awards
  - 2007 – Candidatura per la miglior attrice protagonista per For Your Consideration
- National Board of Review Award
  - 2006 – Miglior attrice non protagonista per For Your Consideration
- New York Film Critics Online
  - 2006 – Miglior attrice non protagonista per For Your Consideration
- Premio Emmy
  - 1982 – Miglior sceneggiatura di una serie di varietà per Second City Television
  - 1982 – Candidatura per la miglior sceneggiatura di una serie di varietà per Second City Television
  - 1982 – Candidatura per la miglior sceneggiatura di una serie di varietà per Second City Television
  - 1982 – Candidatura per la miglior sceneggiatura di una serie di varietà per Second City Television
  - 1983 – Candidatura per la miglior sceneggiatura di una serie di varietà per Second City Television
  - 2010 – Candidatura per la miglior attrice non protagonista in una miniserie of film TV per Temple Grandin - Una donna straordinaria
  - 2019 – Candidatura per la miglior attrice protagonista in una serie commedia per Schitt's Creek
  - 2020 – Miglior attrice protagonista in una serie commedia per Schitt's Creek
- Satellite Award
  - 2001 – Candidatura per la migliore attrice non protagonista per Campioni di razza
  - 2004 – Candidatura per la migliore attrice non protagonista per A Mighty Wind – Amici per la musica
  - 2010 – Candidatura per la miglior attrice non protagonista in una serie, miniserie o film per la televisione per Temple Grandin – Una donna straordinaria
  - 2019 – Candidatura per la miglior attrice non protagonista in una serie, miniserie o film per la televisione per la migliore attrice in una serie commedia o musicale per Schitt's Creek
- Screen Actors Guild Award
  - 2011 – Candidatura per la migliore attrice in una miniserie o film per la televisione per Temple Grandin – Una donna straordinaria
  - 2020 – Candidatura per il miglior cast in una serie commedia per Schitt's Creek
  - 2020 – Candidatura per la migliore attrice in una serie commedia per Schitt's Creek
  - 2021 – Candidatura per il miglior cast in una serie commedia per Schitt's Creek
  - 2021 – Candidatura per la migliore attrice in una serie commedia per Schitt's Creek

## Celebrità imitate
- Diane Keaton
- Brooke Shields
- Meryl Streep
- Monica Vitti

## Doppiatrici italiane
Nelle versioni in italiano delle opere in cui ha recitato, Catherine O'Hara è stata doppiata da:
- Fabrizia Castagnoli in Six Feet Under, Natale in affitto, Argylle - La super spia, The Studio
- Stefania Patruno in Mamma, ho perso l'aereo, Caccia al tesoro, Mamma, ho riperso l'aereo: mi sono smarrito a New York
- Pinella Dragani in Cronisti d'assalto, Sognando Broadway, L'ultimo dei grandi re
- Angiola Baggi in Uno strano scherzo del destino, Temple Grandin - Una donna straordinaria, Beetlejuice Beetlejuice
- Aurora Cancian in Orange County, Killers (edizione DVD), Pain Hustlers - Il business del dolore
- Germana Dominici in Heartburn - Affari di cuore, Beetlejuice - Spiritello porcello
- Alessandra Korompay in Speaking of Sex, Schitt's Creek
- Ada Maria Serra Zanetti in Killers (edizione TV), L'errore perfetto
- Elettra Bisetti ne Il matrimonio di Betsy
- Silvia Tognoloni in Wyatt Earp
- Roberta Pellini in Pecos Bill - Una leggenda per amico
- Silvia Pepitoni in Campioni di razza
- Paila Pavese in A Mighty Wind - Amici per la musica
- Graziella Polesinanti in Lemony Snicket - Una serie di sfortunati eventi
- Serena Verdirosi in Penelope
- Cinzia De Carolis in American Life
- Laura Boccanera in Modern Family
- Ludovica Modugno in A.C.O.D. - Adulti complessati originati da divorzio
- Cristina Boraschi in Una serie di sfortunati eventi
- Emanuela Rossi in The Last of Us

Da doppiatrice è sostituita da:
- Graziella Polesinanti ne La gang del bosco, La famiglia Addams
- Laura Boccanera in Nightmare Before Christmas (Sally, parte parlata)
- Marjorie Biondo in Nightmare Before Christmas (Sally, parte cantata)
- Monica Ward in Nightmare Before Christmas (Vedo)
- Lisa Mazzotti in Pippi Calzelunghe
- Gabriella Borri in Bartok il magnifico
- Antonella Rendina in Chicken Little - Amici per le penne
- Roberta Greganti in Koda, fratello orso 2
- Cinzia De Carolis in Barbie e le 12 principesse danzanti
- Marina Tagliaferri in Nel paese delle creature selvagge
- Giò Giò Rapattoni in Glenn Martin - Dentista da strapazzo
- Chiara Colizzi in Frankenweenie (Susan Frankenstein)
- Agnese Marteddu in Frankenweenie (Stranella)
- Alessandra Korompay in Skylanders Academy
- Monica Bertolotti ne Gli ultimi ragazzi sulla Terra
- Claudia Razzi in Elemental
- Nadia Perciabosco ne Il robot selvaggio